# Гарольд Крайс
Гарольд Крайс (нім. Harold Kreis; нар. 19 січня 1959, Вінніпег, Манітоба, Канада) — німецький хокеїст канадського походження, захисник.

## Ігрова кар'єра
До 1978 Гарольд виступав за канадські клуби та вже влітку того року був запрошений тренером «Маннхаймер ЕРК» Вайзенбахом до німецького клубу. Разом з ним до клубу прийшли ще три «німця» канадського походження Манфред Вольф, Рой Роджер та Пітер Ашерл. Крайс у чемпіонатах Німеччини провів 19 сезонів, зіграв 891 матч, протягом багатьох років був капітаном команди. Як бомбардир він набрав 598 очок. Два рази став чемпіоном Німеччини 1980 та 1997 років.
На його честь у 1998 році, над рідною ареною «САП-Арена» було піднято банер з третім номером (Гарольд виступав під цим номером у клубі).

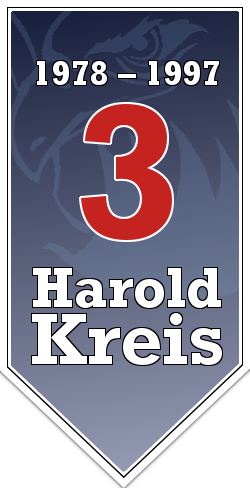
Банер з номером 3 над САП-Ареною

У складі збірної ФРН провів 180 матчів.

## Тренерська кар'єра
Після закінчення кар'єри гравця він залишився у клубі та працював протягом трьох років помічником тренера «Мангейму», а в сезоні 2000/01 також асистентом у клубі «Кельнер Гайє». Потім тренував ХК «Бад-Наухайм» в Другій бундеслізі. На чемпіонаті світу 2002 року у Ейндговені, був асистентом головного тренера збірної Нідерландів, яку тренував його старий друг Манфред Вольф. Саме на цьому чемпіонаті він отримав запрошення від клубу ХК «Давос», де Крейс працював з молоддю та помічником головного тренера.
Влітку 2005 року він очолив ЕХК «Кур» (НЛВ). 10 березня 2006 року, Гарольд стає головним тренером «Луґано» (Національна ліга А), а клуб під його керівництвом стає чемпіоном Швейцарії. У наступному сезоні Крейс очолює ЦСК Лайонс. В плей-оф ЦСК Лайонс поступився у серії ХК «Давос» 3:4. У сезоні 2007/08 він приводить ЦСК Лайонс до золотих нагород чемпіонату Швейцарії.
З сезону 2008/09 очолює ДЕГ Метро Старс (у підсумку посіли друге місце). 2010 повернувся до рідного клубу. На чемпіонаті світу 2010 року був помічником головного тренера збірної Німеччини. 31 грудня 2013, «Адлер Мангейм» та Гарольд полюбовно розлучилися після серії поразок. З сезону 2014/15, є головним тренером ХК «Цуг».